# Remo Masini
Remo Masini (Rufina, 20 febbraio 1943) è un attore italiano.

## Biografia
Inizia la carriera di attore giovanissimo negli anni Sessanta, in compagnie dialettali fiorentini, tra le quali quella storica di Raffaello Certini. Come professionista entra a 19 anni nella compagnia prima stabile poi di giro di Dori Cei. Nel 1975 entra nella Compagnia di Prosa Città di Firenze, che aveva sede preso lo storico Teatro dell'Oriuolo. Qui lavora nelle principali produzioni accanto ad attori quali Virgilio e Nando Gazzolo, Arnoldo Foà, Alfredo Bianchini, Mario Martelli, Giustino Durano, Ilaria Occhini, Giulia Lazzarini, Gino Susini, Rinaldo Mirannalti, Paola Borboni, Ave Ninchi. Lo dirigono registi quali Tatiana Pavlova, Gino Susini, Roberto Guicciardini, Lucio Chiavarelli. Presso la Compagnia di Prosa città di Firenze rimarrà fino alla Chiusura del Teatro dell'Oriuolo nel 1993, interpretando negli anni classici e teatro d'autore contemporaneo. Fu nel primo cast de “Il rinoceronte” di Jonesco, andato in scena alla presenza dell'autore. Dal 1993 a oggi opera come attore stabile nelle produzioni del Cenacolo delle Follie, che fu già dello scomparso autore e regista Oreste Pelagatti poi Cenacolo dei Giovani presso il Teatro di Cestello, dove con la moglie attrice Manuelita Baylon tiene anche un corso di teatro. Ma la sua attività si è sviluppata in questi anni prevalentemente sul versante cinematografico e televisivo, interprete di numerose Fiction Rai e Mediaset e film italiani. Nella stagione 2008/2009 è protagonista in teatro di nel ruolo di Bista Gallina vecchia di Augusto Novelli, produzione Altrove Teatro, accanto ad Anna Montinari e al giovane Marco Predieri, regia Paolo Biribò, assistente alla regia Matteo Cichero che riscuoterà un grande successo di pubblico e critica. Nell'aprile 2019 recita il ruolo di Zio Gugo nella riduzione teatrale di Speriamo che sia femmina dall'omonimo film di Mario Monicelli, diretto da Marco Predieri

## Filmografia

### Cinema
- Maggio Musicale, regia di Ugo Gregoretti (1990)
- Il pesce innamorato, regia di Leonardo Pieraccioni (1999)
- Sulla spiaggia e di là dal molo, regia di Giovanni Fago (1999)
- Moishel, regia di G. Ferlito (1999)
- Pinocchio, regia di Roberto Benigni (2002)
- Andata e ritorno, regia di Alessandro Paci (2003)
- Tutti i frutti, regia di A. Alberti (2005)
- Raccontami una storia, regia di Francesca Elia (2005)

### Televisione
- Un posto al sole di registi vari - soap opera (2001)
- Carabinieri 2, regia di R. Mertes - serie TV (2002)
- La squadra 3, regia di M. Vullo (2002)
- Distretto di Polizia 4, regia di M. Vullo (2003)
- Edda, regia di G. Capitani (2005)
- Attacco allo Stato, regia di Michele Soavi (2005)
- La provinciale, regia di Pasquale Pozzessere (2005)
- Piper, regia di Carlo Vanzina - film TV (2006)
- Il commissario Manara, regia di Davide Marengo (2007)
- Un ciclone in famiglia 3, regia di Carlo Vanzina (2007)
- La ragazza americana, regia di Vittorio Sindoni (2007)
- Dove la trovi un'altra come me?, regia di Giorgio Capitani (2010)